# Valdís Óskarsdóttir
Valdís Óskarsdóttir, née à Akureyri (Islande) en 1949, est une réalisatrice et monteuse islandaise.
Elle a notamment effectué le montage des films Festen, Les Misérables, À la rencontre de Forrester et Eternal Sunshine of the Spotless Mind.

## Biographie
Née en 1949 en Islande, elle se passionne pour la photographie à douze ans, après que son père lui a offert un appareil photo. Elle fait des études à l'École nationale de cinéma du Danemark (en danois : Den Danske Filmskole).
Elle commence à travailler en 1967, comme assistante dans des archives d'un journal islandais, Tíminn (en) à Reykjavik. De 1971 à 1973, elle travaille pour un autre journal islandais, Morgunblaðið, au laboratoire photo et en ayant une proximité plus forte avec les photographes de ce quotidien, voire en se joignant à eux pour réaliser une photo de couverture. De 1973 à 1987, elle travaille en indépendante, réalisant des reportages, texte et photos. Elle s'intéresse notamment aux délaissés ou aux personnes discrètes, avec par exemple en 1974, un reportage sur sa grand-mère qui vit seule dans une ferme isolée. Ses photos la montre se coiffant, fumant une pipe ou préparant un repas dans une cuisine baignée par une lumière d'hiver. En 1975, elle cosigne également un recueil de photopoésie et de montages. Après avoir monté des reportages d'actualité, elle se voit proposer en juin 1985 d'assister la réalisatrice islandaise Þórhildur Þorleifsdóttir sur le montage son et image d'une comédie, Stella í orlofi. Elle travaille ensuite comme assistante de montage pour Ríkisútvarpið (RÚV), la chaîne de télévision publique islandaise. Après quelques années, elle a l'occasion de diriger pour la première fois un montage de film sous sa propre responsabilité en 1992 avec Ingaló.
En 1995, elle s'installe au Danemark tout en continuant à travailler sur des montages de films, comme en 1996 avec Les Héros de Thomas Vinterberg. Elle monte également Festen, pour le même réalisateur, un film qui acquiert une notoriété internationale et reçoit plusieurs prix. Puis elle dirige le montage de Mifune, du réalisateur Søren Kragh-Jacobsen, ou encore comme Les Misérables d'un autre réalisateur danois Bille August. Pour Festen et pour Mifune, elle est récompensée à chaque fois par un Robert, récompenses de cinéma danoises décernées par la Danish Film Academy (en). La renommée acquise sur ces films lui vaut d'être mise à contribution, ensuite, sur des productions américaines comme À la rencontre de Forrester du réalisateur américain Gus Van Sant, ou encore Eternal Sunshine of the Spotless Mind du réalisateur français Michel Gondry (plusieurs fois primés).
Après avoir réalisé et scénarisé son premier long métrage en 2008 avec la comédie Mariage à l'islandaise (Sveitabrúðkaup),, elle réalise d’autres films d'auteur, comme Kóngavegur en 2010. Elle continue à travailler aussi sur le montage de films d'autres réalisateurs, dont  à nouveau sur le montage d'un film de Thomas Vinterberg, Kursk, sorti en 2018, mais aussi, par exemple, sur Flag Day, de Sean Penn, sorti en 2021.

## Filmographie partielle

### Au cinéma

#### Comme monteuse
- 1992 : Ingaló
- 1992 : Sódóma Reykjavík
- 1996 : Draumadísir
- 1996 : De største helte
- 1997 : Den sidste viking
- 1997 : Lykkefanten
- 1998 : Forbudt for børn
- 1998 : Festen
- 1998 : Dansinn
- 1999 : Mifune (Mifunes sidste sang)
- 1999 : Julien Donkey-Boy
- 2000 : À la rencontre de Forrester (Finding Forrester)
- 2002 : Hafið
- 2003 : It's All About Love
- 2003 : Skagerrak
- 2004 : Eternal Sunshine of the Spotless Mind
- 2004 : Yazi Tura
- 2007 : Mister Lonely
- 2007 : Mongol
- 2007 : En mand kommer hjem
- 2008 : Mariage à l'islandaise (Sveitabrúðkaup)
- 2010 : Submarino
- 2010 : Kóngavegur
- 2010 : Brim
- 2011 : Rokland
- 2013 : XL
- 2013 : Metalhead (Málmhaus)
- 2013 : Hemma
- 2014 : Lost River
- 2015 : Bakk
- 2015 : A Beautiful Now
- 2016 : I Fyrir framan annað fólk
- 2016 : Autumn Lights
- 2018 : Kursk
- 2021 : Flag Day de Sean Penn

#### Comme scénariste et réalisatrice
- 2008 : Mariage à l'islandaise (Sveitabrúðkaup)
- 2010 : Kóngavegur

## Distinctions
- 2005 : BAFTA du meilleur montage pour Eternal Sunshine of the Spotless Mind
- (en) Guðrún Gísladóttir: Awards, sur l'Internet Movie Database